# Iàkovlev Iak-50 (1975)

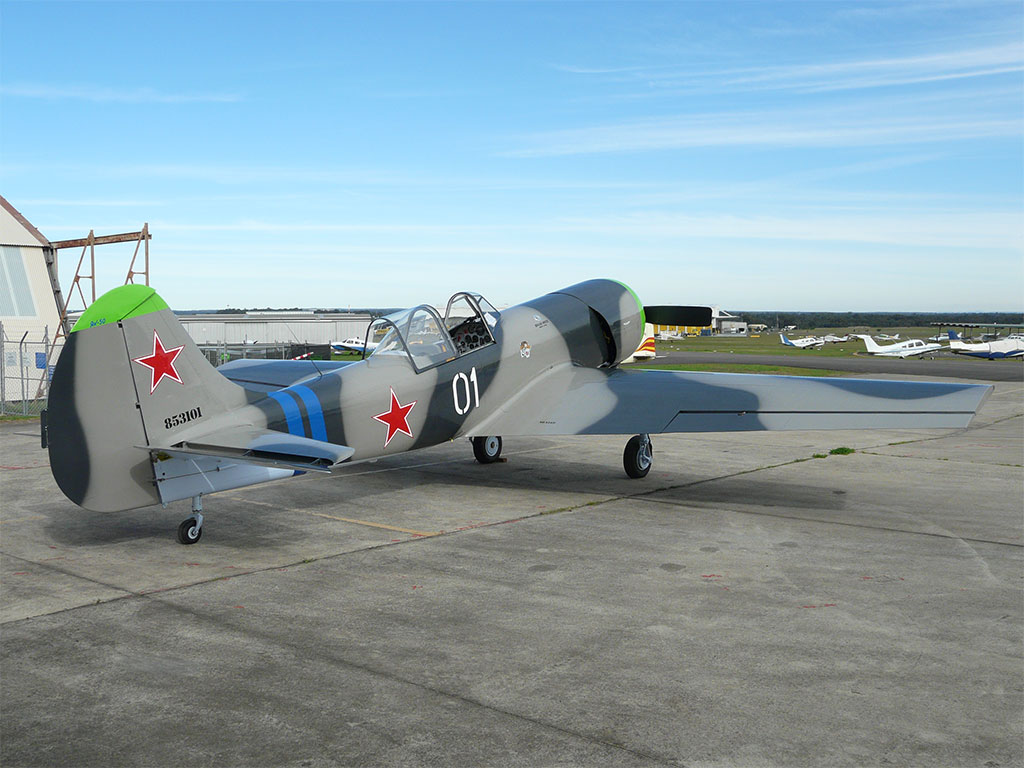
Un dels supervivents

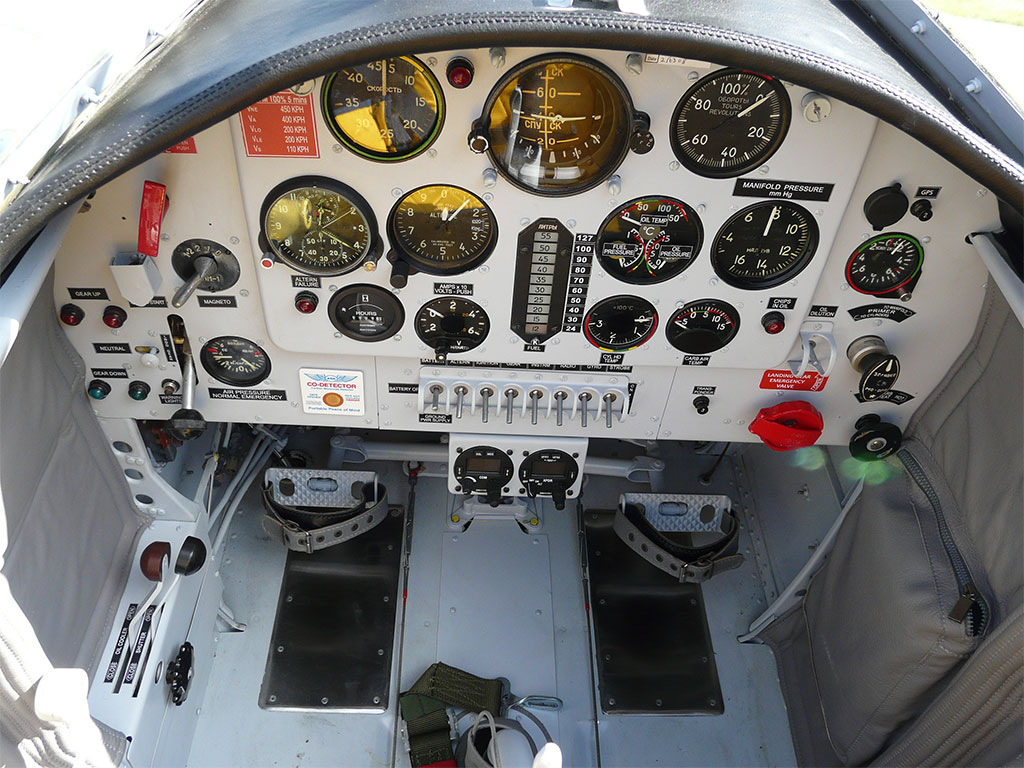
VH-DZY cabina

L'aeronau acrobàtica Iàkovlev Iak-50 (Як-50) és un avió d'un sol seient amb ales totalment metàl·liques i amb rodes principals retràctils i roda de cua exposada. El panell de control està cobert de tela per estalviar pes. L'aeronau no està equipada amb alerons.
El motor, de gran potència, pot ser el Vedeneyev M14P (versió per defecte), M14PF o M14R, que produeix entre 360 i 450 cavalls de potència i condueix l'hèlix amb reducció de marxes. L'engranatge d'aterratge, frens i el starter de motor funcionen amb aire comprimit. També consta d'un compressor, la bombona d'aire principal i les d'emergència estan situades dins del buc frontal entre el cablejat, el maquinari i els tancs de combustible.
Aquest avió va gaudir una excepcional maniobrabilitat, potenciades per una relació potencia-pes relativament alta. Té un fuselatge dur i àgil (va esser dues vegades campió mundial Aerobatic). Degut al seu èxit, també es va emprar en multitud de països per a pràctiques i entrenaments militars.
L'aeronau era emprada en l'Equip Nacional Aerobatic Soviètic i, després de cinquanta hores de vol, desmantellat a causa de l'estrès intens suportat pel fuselatge durant les acrobàcies. Hi ha hagut nombrosos casos de fallada del màstil; una de les víctimes d'aquest error comú hi ha el campió del món d'acrobàcies aèries Viktor Letsko entre molts altres.
S'hi van fer dues modificacions (Service Bulletin 61DA per S/N 0102-2007 i Service Bulletin 79 per S/N 1201-2806) per enfortir els espats de les ales per les càrregues extremes experimentades durant les maniobres acrobàtiques al aire. No es té constància, després d'aquestes modificacions, de cap més accident degut a aquest error mecànic per fatiga.
Una altra aeronau que s'emprava en el DOSAAF era "oficialment" desmantellada o emmagatzemada un cop eren substituïdes pel Iak-55 i Su-26.
Són aquestes dues les aeronaus que encara es conserven avui dia d'entre tots els antics models d'aero-maniobrabilitat. Només uns quants (més de 90) encara poden volar i es troben en possessió de mans privades per Europa, els Estats Units i Austràlia.

## Operadors
Lituània
- Voluntaris de Defensa Nacional lituans - aeronau Ex DOSAAF

Rússia
- DOSAAF Russa

Unió soviètica
- DOSAAF